# Leucanopsis lomara
Leucanopsis lomara là một loài bướm đêm thuộc phân họ Arctiinae, họ Erebidae.